# Bölsviken-Stormossen
Bölsviken-Stormossen este o arie protejată (arie specială de conservare — SAC, sit de importanță comunitară — SCI) din Finlanda întinsă pe o suprafață de 282 ha, integral pe uscat.

## Localizare
Centrul sitului Bölsviken-Stormossen este situat la coordonatele 59°56′37″N 22°58′19″E / 59.9436°N 22.9719°E.

## Înființare
Situl Bölsviken-Stormossen a fost declarat sit de importanță comunitară în august 1998 pentru a proteja un număr necunoscut de specii din flora spontană și fauna sălbatică aflate în arealul zonei. Situl a fost protejat și ca arie specială de conservare în aprilie 2015.

## Biodiversitate
Situată în ecoregiunea boreală, aria protejată conține 7 habitate naturale: Mlaștini împădurite, Golfuri mici largi și golfuri puțin adânci, Turbării active, Izvoare fino-scandinave și mlaștini produse de izvoare bogate în minerale, Taiga vestică, Păduri de conifere pe eskere fluvioglaciare sau legate la acestea, Păduri caducifoliate de mlaștină fino-scandinave.
La baza desemnării sitului se află un număr nedeclarat de specii protejate.
Pe lângă speciile protejate, pe teritoriul sitului au mai fost identificate 1 specie de plante, 3 specii de păsări.